# Марія Ланкастерська
Марія Ланкастерська (англ. Mary of Lancaster; приблизно 1320/21 — 1 вересня 1362) — англійська аристократка, дочка Генрі Плантагенета, 3-го графа Ланкастера, дружина Генрі Персі, 3-го барона Персі.

## Життєпис
Належала до молодшої гілки англійської королівської династії Плантагенетів. Друга дитина і старша дочка Генрі Плантагенета, 3-го графа Ланкастера та 3-го графа Лестера, онука короля Генріха III, від шлюбу з Матильдою (Мод) де Чаворт; усього в цьому шлюбі народилися шість дочок та один син. Марія народилася приблизно 1320 чи 1321 року. У вересні 1334 року її видали за Генрі Персі, старшого сина 2-го барона Персі та Ідонеї Кліффорд. 1352 року Генрі став 3-м бароном Персі.
У шлюбі Марії Ланкастерської та Генрі Персі народилися:
- Генрі Персі (10 листопада 1341 — 19 лютого 1408), 4-й барон Персі у 1368—1405 роках, 1-й граф Нортумберленд у 1377—1405 роках, король острова Мен[en] у 1399—1405 роках[2];
- Томас Персі (близько 1343 — 23 липня 1403), 1-й граф Вустер від 1397 року, адмірал Англії від 1399 року[2][3];
- Матильда (Мод) Персі, дружина Джона де Саутері (1364/1365 — після 1383), позашлюбного сина короля Едуарда III та Еліс Перрерс .

Баронеса померла 1 вересня 1362 року. Через три роки Генрі Персі одружився вдруге — з Джоан Орребі.